# Sittande dam
Sittande dam är en oljemålning från 1913 av Valle Rosenberg.
Målningens modell är konstnärens syster Ina Rosenberg.
Målningen köptes 1922 och finns på Ateneum i Helsingfors.